# Tramway de Deauville
Le tramway de Deauville est un petit réseau de transport collectif qui, à la fin du XIXe et au début du XXe siècle, desservit la station balnéaire de la Côte Fleurie en Normandie dans le département du Calvados.

## Première ligne
Profitant de la mode des bains de mer et de la proximité de Paris, relié par chemin de fer à partir de 1863, Deauville et sa voisine Trouville connaissent un développement important dans le dernier quart du XIXe siècle. La croissance de ces deux villes de villégiature permet la mise en place d'une ligne de tramway. Cette dernière, sur laquelle les renseignements sont fragmentaires, est ouverte en 1885 sans concession,.
La ligne est posée en accotement de la Terrasse, artère parallèle au littoral qui sépare la ville de sa plage de sable. Longue de 2,3 kilomètres, elle relie le faubourg de Tourgéville à l'embarcadère du bac qui permet de traverser l'estuaire de la Touques pour rejoindre Trouville. Des voitures hippomobiles de type baladeuse circulent plusieurs fois par jour sur une ligne à voie étroite de 60 centimètres. D'abord destiné au transport des touristes, il semble que ce tramway ne rencontre pas le succès escompté auprès de ces derniers et qu'il soit surtout été utilisé par les nombreux employés de maison, membres du personnel hôtelier de la station. Le faible trafic est à l'origine de sa fermeture qui intervient en 1905.
D'après José Banaudo, l'emploi de la voie de 60 centimètres sur ce tramway incitera Paul Decauville à proposer ce type d'écartement au département du Calvados pour réaliser son réseau d'intérêt local mis en service à partir de 1891.

## Deuxième ligne temporaire
Pendant la Première Guerre mondiale, une voie ferrée temporaire, toujours avec un écartement de 60 centimètres, est établie entre la gare de Trouville - Deauville et la colline de la Croix-Sonnet. Elle permet de desservir les nombreux hôpitaux militaires installés dans les villas et hôtels et destinés à recevoir les blessés du front. Cette ligne de 8,85 kilomètres de long est parcourue par des trains tirés par des locomotives Baldwin 230T de l'armée britannique. Elle est déferrée peu de temps après la fin des hostilités.